# 모리스 윌킨스

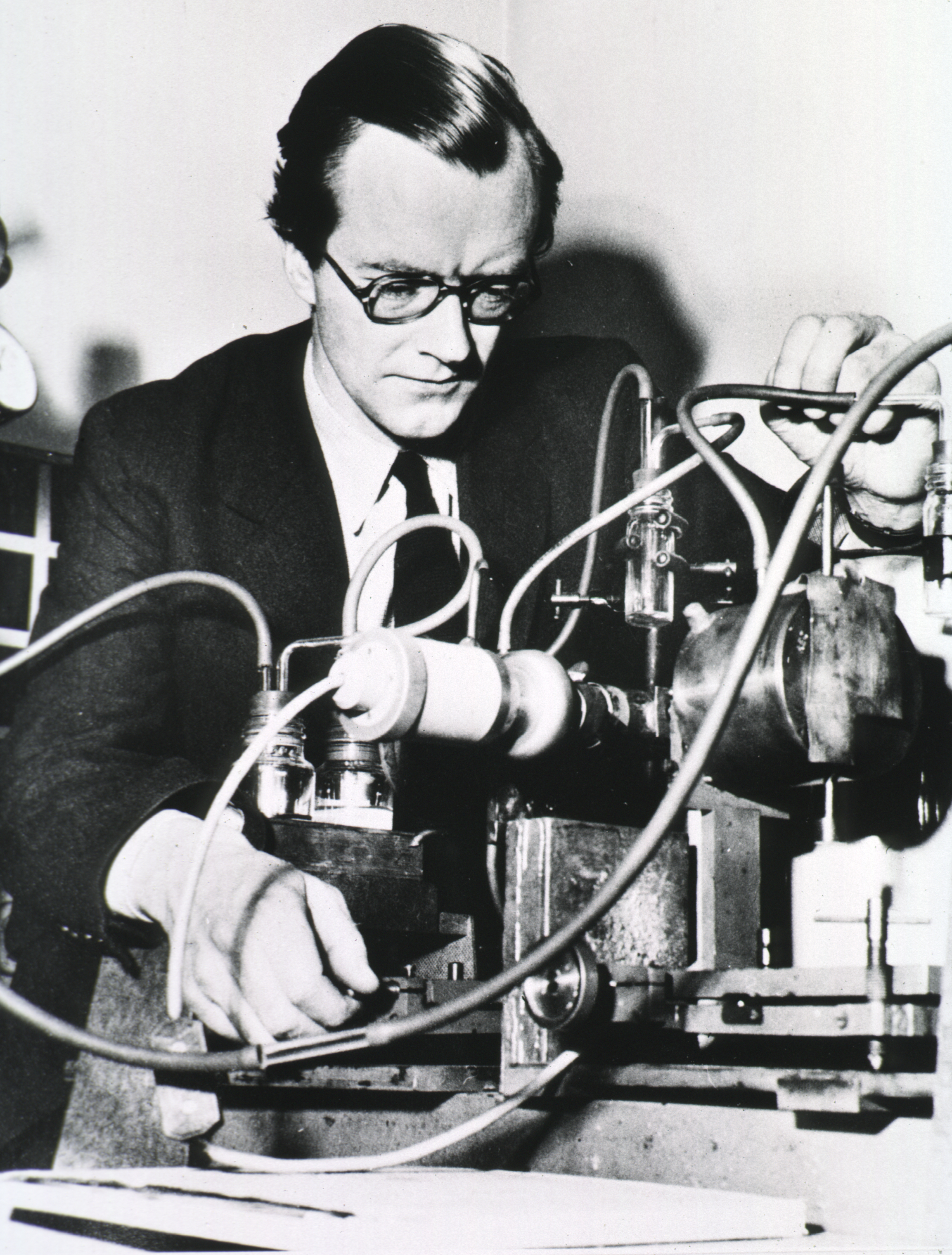
모리스 윌킨스

모리스 휴 윌킨스(영어: Maurice Hugh Frederick Wilkins, CBE, FRS, 1916년 12월 15일 ~ 2004년 10월 5일)는 뉴질랜드에서 태어난 영국의 물리학자, 분자생물학자이다. 그는 X선 회절을 이용하여 DNA 이중 나선 구조를 규명하는데 기여한 공로로 1962년 제임스 D. 왓슨, 프랜시스 크릭과 함께 노벨 생리학·의학상을 수상하였다. 이 외에도 그는 인광, 광학 현미경, 동위 원소 분리, 레이다 등에 대한 연구를 진행하였다.
윌킨스는 1935년 케임브리지 대학교 세인트 존스 칼리지에 입학하였으며, 1944년에서 1945년까지 캘리포니아 대학교 버클리에서 맨해튼 계획의 동워원소 분리 관련 연구에 동참했다.

## 서훈
- 1963년 대영 제국 훈장 3등급(CBE) 수훈[1]